# Charles-Nunatakker
Die Charles-Nunatakker (norwegisch Charlesrabbane) sind eine isolierte Gruppe von Nunatakkern im ostantarktischen Königin-Maud-Land. Sie ragen 13 km südlich des westlichen Endes der Neumayersteilwand auf der Kirwanveggen auf.
Norwegische Kartografen kartierten die Gruppe anhand geodätischer Vermessungen und Luftaufnahmen der Norwegisch-Britisch-Schwedischen Antarktisexpedition (1949–1952) sowie Luftaufnahmen der Operation Pingvin (1958–1959). Namensgeber ist der britische Glaziologe Charles Winthrop Molesworth Swithinbank (1926–2014), Teilnehmer an der erstgenannten Forschungsreise.